# Zollstock
 (janvier 2017).
Si vous disposez d'ouvrages ou d'articles de référence ou si vous connaissez des sites web de qualité traitant du thème abordé ici, merci de compléter l'article en donnant les références utiles à sa vérifiabilité et en les liant à la section « Notes et références ».
Zollstock est un quartier du sud de Cologne, sur la rive gauche du Rhin. Il est politiquement rattaché au district de Rodenkirchen.

## Étymologie
Le nom du faubourg vient d’une petite Zollhaus (Zollstock), qui se trouve au croisement d’un chemin de terre.

## Situation géographique
À l’est du quartier se trouvent le Vorgebirgspark (de) et les quartiers Raderberg et Raderthal, au sud la Bundesautobahn 4 qui fait la frontière entre Zollstock et Rondorf, à l’ouest la gare de marchandises Eifeltor à Klettenberg (de), et au nord la ligne de chemin de fer menant à Südbrücke, à Neustadt-Süd (de).

## Histoire
Zollstock est historiquement mentionné pour la première fois en 1877.
On y trouvait autrefois des champs et quelques tuileries.
C’est au cours d’un rattachement, en avril 1888, que Zollstock devient un quartier de Cologne. Depuis, il est sous l’égide de la mairie de Rondorf (de).
Les premiers immeubles sont construits en 1890. Le quartier est très influencé par des lotissements construits par les coopératives de construction dans les années 1920, mais aussi par les plans de Wilhelm Riphahn (de), ainsi que les années 1950. Ces lotissements sont également appelés ironiquement « Schutzmannshausen » (ou « maison de policiers ») à Volksmund, car beaucoup de fonctionnaires ainsi que leur famille y vivaient.

## Armoiries
Zollstock possède ses propres armoiries créées par Joseph Rosenzweig, ancien recteur de l’école primaire de Zollstock et fondateur de l’association générale des citoyens de Zollstock en 1908. Elles furent modifiées plus tard par Robert Steimel ; on peut désormais voir un rue avec des douanes, ainsi qu’une barrière dans la partie inférieure, et les trois couronnes des armoiries de Cologne dans la partie supérieure.

## Transports
Plusieurs lignes de bus, ainsi que la ligne de tram 12 de la Kölner Verkehrsbetriebe (KVB) relient Zollstock et les quartiers voisins, et le centre-ville. Un arrêt est prévu pour Zollstock et Klettenberg, le quartier voisin[Quand ?].

### Circulation routière
Tout au sud du quartier se trouve la sortie « Köln-Eifeltor » de l’A4. Le rond-point de Marienburg est le point d’arrivée de l’A 555. Le B 51 circule dans le quartier proche de Raderthal, et va de Cologne à Brühl et propose une connexion à l’A 553 un peu avant Brühl.

## Organisations publiques
Le Südfriedhof (ou « cimetière du sud »), qui est un des cinq plus grands cimetières de Cologne, et fait ainsi partie de la Kölner Grüngürtel (« ceinture verte de Cologne ») et de la gare de marchandises Eifeltor, se trouve au sud du quartier. Au nord se trouve la Südstation (« station du sud ») avec un grand complexe sportif, où on peut également trouver le SC Fortuna Köln.
Il existe plusieurs écoles à Cologne :
- Deux « Grundschulen » (ou écoles élémentaires) : l'école élémentaire catholique Sankt Nikolaus, à la Bernkasteler Straße, et l'école élémentaire publique à Rosenzweigweg
- Un « Berufskolleg » (ou collège professionnel) : le Alfred-Müller-Armack-Berufskolleg de Cologne à Brüggener Straße
- Une Gesamtschule : l’Europaschule Zollstock-Raderthal à Raderthalgürtel

Avant la création de la Gesamtschule, il y avait également une Realschule et un Gymnasium, qui ont fermé avec l’apparition de la Gesamtschule.

## Religion

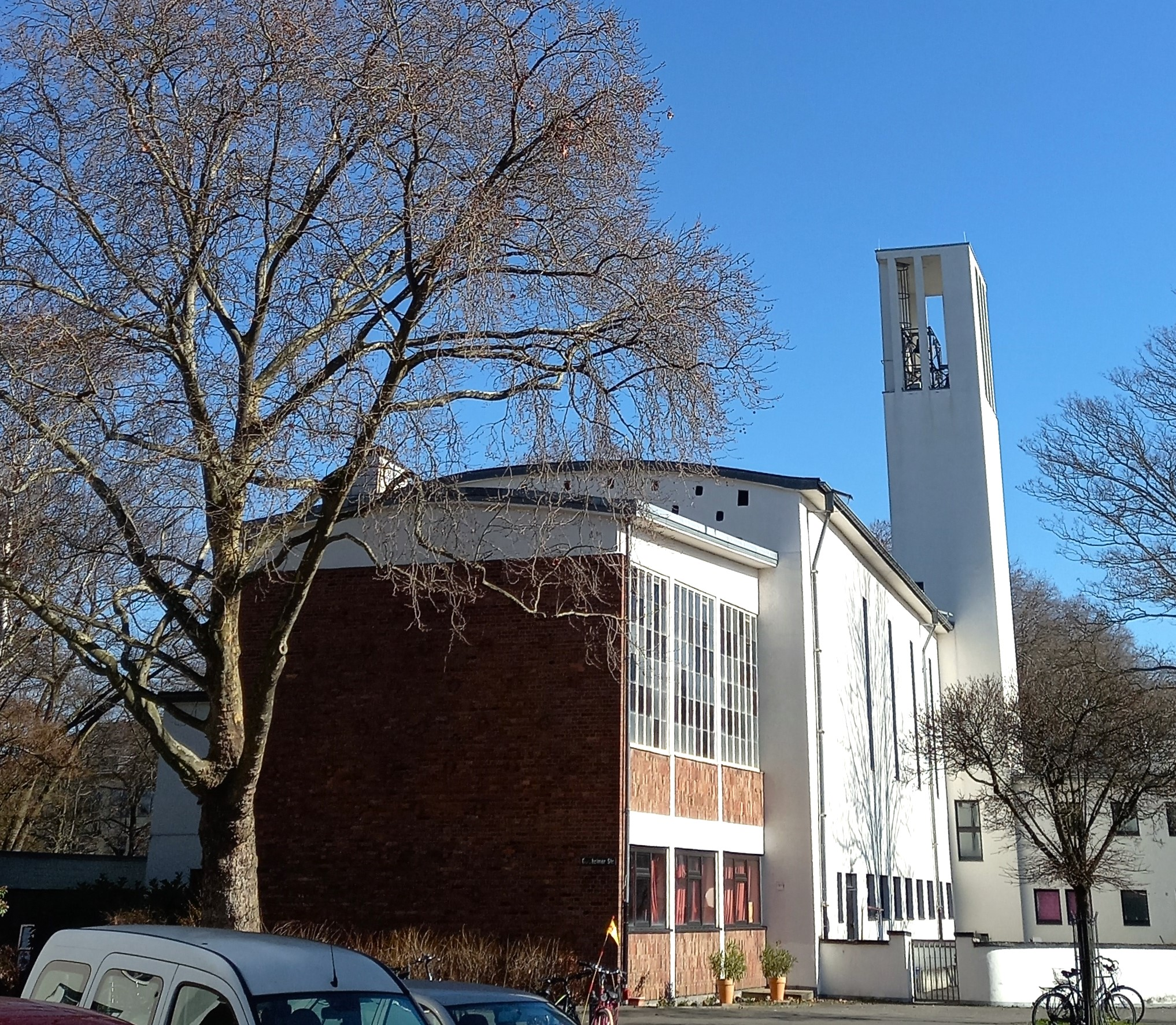
L'église Melanchton.

Il y a deux églises catholiques à Zollstock :
- Sankt Pius à Gottesweg, construite entre 1913 et 1915, qui a été reconstruite après la guerre. Les vitraux sont de Wilhelm Buschulte. Josef Frings, qui deviendra évêque de Coloque, en fut l’aumônier pendant plusieurs années.
- Zum Heiligen Geist à Zollstockgürtel : elle a été construite en 1931 et a dû être reconstruite presque entièrement après la Deuxième Guerre mondiale. La reconstruction a été achevée en 1957. L’architecte était Karl Band. On y trouve une statue de Marie datant du XIVe siècle.

Il existe également une église protestante nommée d’après Philippe Mélanchthon à Rosenzweigpark. Elle se trouve dans un lotissement du style Bauhaus, qui a été fondé dans les années 1920. L’église a également été construite dans ce style. L’église Melanchthon est une des premières églises protestante d’Allemagne dont la salle réservée à la prière se trouve à l’étage, et dont la salle communale se trouve au sous-sol. Elle a été construite selon les plans de Theodor Merrill de 1929 à 1930. Après avoir été détruite par la guerre, l’emplacement de la salle de prières changera.
Au nord de Höninger Weg se trouve une petite mosquée depuis 2000.

## Entreprises et organisations
- Gothaer (siège du groupe), Gothaer Allee
- Gothaer Systems (groupe informatique de Gothaer), Gothaer Allee
- Bundesamt für Familie und zivilgesellschaftliche Aufgaben (siège), Sibille-Hartmann Straße
- Arbeitsgericht Köln, Pohligstraße
- UNICEF Deutschland, Höninger Weg

## Organisations
- SC Fortuna Köln, à Vorgebirgstor
- Allgemeiner Bürgerverein Köln-Zollstock e. V., Kalscheurer Weg 25
- SV Rot-Weiss Köln-Zollstock 05 e. V., Breniger Str.
- Kölner Tierschutzverein von 1868 (Konrad-Adenauer-Tierheim), Vorgebirgstr.
- SpVg Arminia 09 Köln, Fritz-Hecker-Str.
- Musikzug Rot-Weiss Köln-Zollstock e.V. 1972